# Kaliber 44
Kaliber 44 — польская хип-хоп-группа. Основана в 1994 году в Катовице, братьми Михайлом Мартеном «С. П. Брат Йока» (пол. Ś. P. Brat Joka) (С. П. — часть художественного псевдонима) и Мартином Мартеном «Абра дАб» (пол. Abra dAb). Вскоре к группе присоединился Пётр Лущ «Маг Магик I» (пол. Mag Magik I) (в группе до 1998). Первоначально группа сотрудничала с рэперами из Катовице — Яйонашом и Гано. Состав команды: Абра дАб, Йока (Joka (MC) і Feel-X і Барт (DJ).В Польской хип - хоп среде считается культовой.

## Название группы
Первая часть названия должна символизировать калибр проблем, про которые говорить группа. Другая часть пришла из Дзядів Адама Мицкевича (Видение священника Петра).

## Начало карьеры
В 1992—1994 годах Kaliber 44 работал над своим стилем и индивидуальностью. Группа всё время экспериментировала. В этот период группа имела короткий эпизод связанный с гангста-рэпом. Важным этапом в развитии ансамбля становится концертный тур с Ліроєм в 1995 году. В 1991 году группа выпускает альбом под названием «Почувствуй наше демо».

## Издательский дебют
На компиляции выпущенной независимым издательством SP Records вышла дебютная песня «До боротьби Орден Марії». Она выделялась среди других треков на этом CD, потому, что эта песня в специфичном жанре «Хардкор Психореп» (Hardcore Psycho Rap). Это вид характеризуется более тяжёлым звуком, нежели стандартный хип-хоп, специфическими, нечёткими голосами, психоделическими текстами, и своего рода таинственностью. Слова часто звучат как стоны и крики, как бы страдания души. Сам рэп также необычный, очень эмоциональный, иногда как будто вызов издалека, а иногда говорят, будто из последних сил. Тексты были наполнены метафорами на «Дзяды» и касаются метафизичнеских тем. Всё это напоминает спиритический сеанс, в течение которого реперы в экстазе объединялись с другим миром. К этому моменту Калибр 44, был единственным хип-хоповым коллективом в Польше, который серьёзно занимался психорепом. Чистый психореп появляется только в альбоме «Księga Tajemnicza. Prolog». На сегодняшний день альбом распродан  тиражом свыше 100 тысяч экземпляров.
До 2000 года группа выпустила три альбома: "Księga Tajemnicza. Prolog" (1996) осуществлённая с гостем DJ Себастьяном Feel-X Филиксом (Dj Sebastian Feel-X Filiks), который в 1998 году стал постоянным членом группы, в "W 63 minuty dookoła świata" (1998) и "3:44" (2000), которые были реализованы без Пиотра Магика Луща, который в 1998 году покинул группу. Группа была активна до 2002 года.

## Альбомы

### Книга Таємнича. Пролог
Спустя три месяца после выхода трека «Орден Марії» появился первый альбом группы — «Книга Таємнича. Пролог». Он состоял из психореповых песен. Сами музыканты называют свой стиль также «Магия и Меч». Было три интерпретации песни с этого альбома. Первая: ссылка на Дзяди А. Мицкевича. Вторая: вид похвалы марихуаны, которая названа на альбоме ЦМарія". В третьих: содействие новому стилю — Хардкор Психореп.
Популярнейшим треком с этого альбома стал + і -, в котором Магик говорил про страх перед тестом на ВИЧ. «Книга Таємнича. Пролог.» пользовался большим успехом и был продан в больших количествах. Эта музыка получила признание не только среди поклонников хип-хопа. За этот альбом группа получила номинации на Фридерика в категории «Альбому года. Альтернативная Музыка» (хип-хоп даже не существовал как отдельный музыкальный жанр в Польше) и «Дебют года».

### За 63 минуты вокруг мира
В 1998 году вышел сингл "Фильм", и, вскоре после этого, второй альбом "В 63 минуты вокруг мира". В альбоме группа представила другой стиль и оставила характерный психореп. Стиль группы Kaliber 44 из этого альбома часто называют «игрой слов». Группа обратилась к традиционному хип-хопа. Песни касались легких, юмористических тем. Все фаны с тревогой ждали нового альбома, который оказался успешным, как и предыдущий. Альбом достиг статуса Золотого диска с 50000 проданнуми экземплярами. После издания диска группу покинул Магик, который вместе с Рахим (Rahim) и Фокусом (Fokus) основал группу под названием Пактофоника (Paktofonika). Восемь дней после выпуска первого альбома Пактофоникы Мэджик закончил жизнь самоубийством.
В группе Kaliber 44 остались только Абра даб, Йока, а также DJ Feel-X, который постоянно присоединился к группе на втором альбоме. Позже присоединился также DJ Барт (DJ Bart).

### 3:44
В 2000 году вышел третий альбом 3:44 с песню конфронтации. Это самый короткий альбом группы, продолжается только 44 минуты. Альбом отличается от предыдущих. Материал был стилистически отличается от ранних записей, и этот диск признан лучшим альбомом группы. В создании 3:44 участвовали, в частности, WSZ (Дядя Само Зло) и CNE (Человек Новой Эры). Этот альбом также имел большой коммерческий успех и распространился тиражом в десятки тысяч экземпляров. Группа получила за него "Фридерика".
После выпуска 3:44 Абра Даб выдал солевой диск Красный альбом.

## Номера
В истории K44 появилось несколько значимых цифр. В названии группы выступают две четверки. Они были взяты из третьей части Дзядов Мицкевича и символизируют будущего спасителя народа. Следующие цифры находятся в названии второго альбома K44. Число 63 определяет продолжительность диска. Также название третьего CD имеет цифры: 3:44. Тройка означает третий альбом, а 44 является ссылкой на имя группы и определяет длину материала, так как альбом длится всего 44 минуты. Однако самым известным номером в истории K44 является «0:22». Это двадцать две секунды тишины, которые помещены на втором диске K44. Они вызвали споры у молодых людей в столице Польши. Это считается провокацией и выражением презрения к столице, что впоследствии привело к вражде между Калибром и Варшафським дождем (Warszafski Deszcz).

## Календарь
- 1994 — в Катовице создана группа Kaliber 44
- 1995 — группа подписывает контракт с SP Records и отправляется в тур с Liroy
- Октябрь 1996 — выходит макси-сингл, «Магия и меч». В нём три песни — «Мой страх», «Больше грошей» и «Плюс и минус».
- 1996 — Песня «Орден Марии» в компиляции SP Records
- Август 1996 — Сингл «Магия и меч»
- Ноябрь 1996 года — первый альбом: «Книга Таємнича. Пролог», с гостями DJ Feel-X, Rahim и Jajonasz.
- 1997 — запись песни Польська Мова, совместно с Височина Я-Па 3 (Wzgórze Ya-Pa 3) и отказ от стиля Хардкор Психореп
- Лето 1997 — Работа над другим альбомом во время каникул на Мазурских озёрах.
- 1998 год — сингл Фільм; альбом У 63 хвилини навкруги світу, после записи к группе присоединился DJ Feel-X; группу покидает Магік (вместе с Рахімом и Фокусом создаёт новый проект под названием Пактофоніка)
- Февраль 2000 — Создание Баку Баку Складу, которая является совместной инициативой Йокі, Абра дАба, DJ Feel-X, WSZ (Дядя Само Зло), CNE (Людина Нової Ери) и DJ Барта
- 2000 — сингл Конфронтації; запись 3:44 разом с Баку Баку Складом. Посля записи альбома и концертного тура Йока выезжает в США, откуда возвращается спустя 4 года
- 26 декабрь 2000 — Магік совершает самоубийство
- 2001 год — ансамбль виступає на фестивале в Ополе, вместе с Пактофонікою и Височиною Я-Па 3
- 2004 — Абра дАб издаёт CD Червоний альбом. Здесь также можно услышать Гутка (Gutek), Френчмана (Frenchmana), Теде (Tede), WSZ і CNE
- 8 жовтня 2004 — перший концерт Калібра в повному складі за останні чотири роки у Варшаві. Виступили Йока, дАб, Гутек, WSZ, CNE і Mad Crew (DJ Feel-X і DJ Барт)
- Жовтень 2005 — альбом Абра дАба Червоний альбом випущений на вінілі
- 1 грудня 2005 — випущений другий альбом Абра дАба під назвою Емісія вихлопних газів, тут включений Йока

## Дискография

### Альбомы
- (1996) Книга Таємнича. Пролог.
- (1998) У 63 хвилини навкруги світу світу — золотий диск
- (2000) 3:44

### Синглы
- (1996) Магія і Меч
- (1998) Фільм
- (2000) Конфронтації/Рутини

### Музыкальные видео
- Плюс і Мінус — 1996
- Магія і Меч — 1996
- Фільм — 1998
- Зазвичай в цей час — 2000
- Конфронтації- 2000

## Награды
- 1996 — Номинация на Польскую фонографическую награду Фридерик в категории «Альбом года» — альтернативна музика за альбом «Книга Таємнича. Пролог.»
- 1998 — Номинация на Польскую фонографическую награду Фридерик в категории «Альбом года» — рэп/хип-хоп за альбом «У 63 хвилини навкруги світу»
- 2000 — Польская фонографическая награда Фридерик в категории Альбом года — рэп/хип-хоп за альбом «3:44»